# Heinz J. Rosenberger

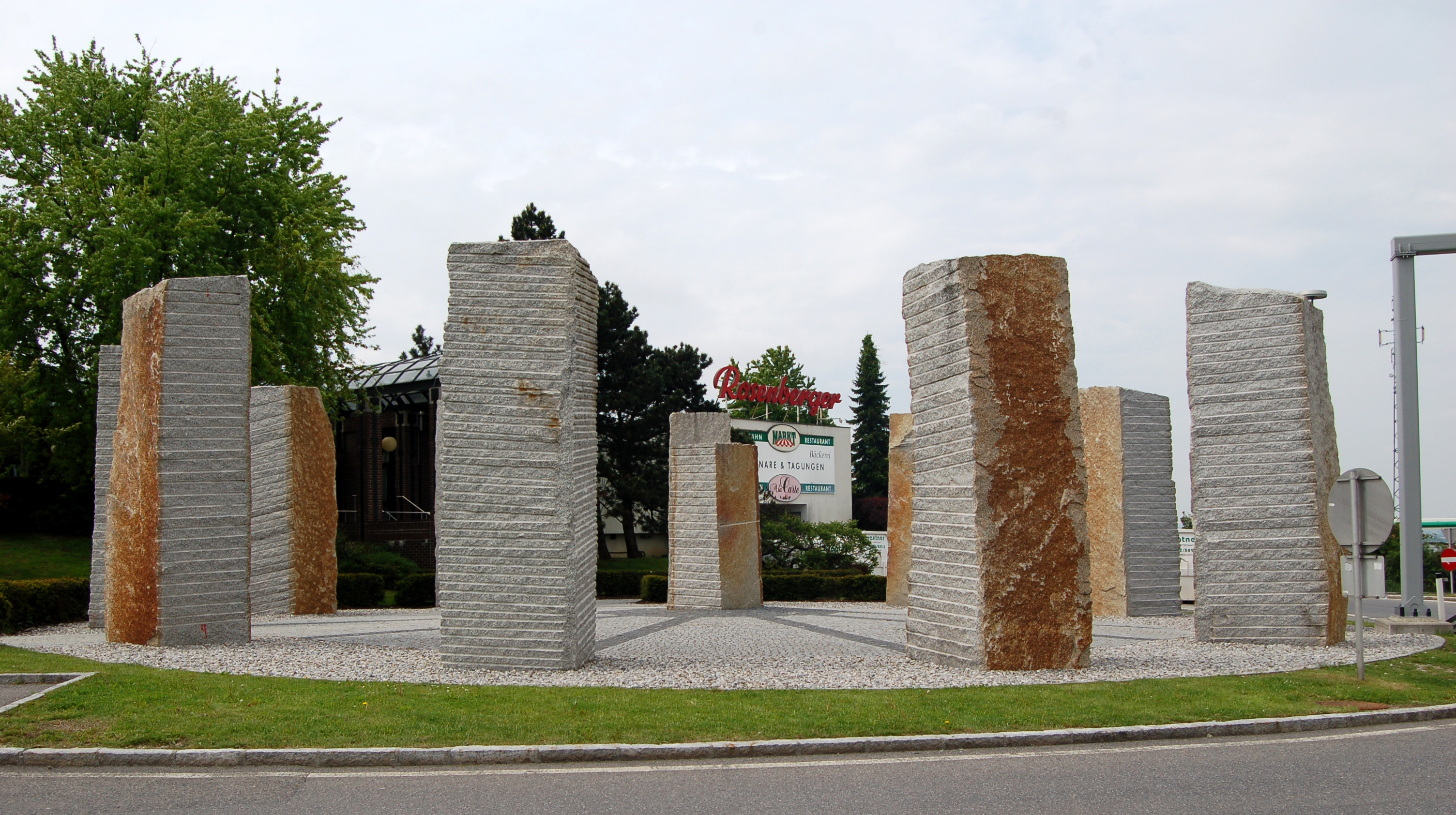
Rosenbergerdenkmal bei der Raststation St. Pölten

Heinz (Heinrich) J. Rosenberger (* 10. April 1937 in Wallsee, Niederösterreich; † 3. Dezember 1999 in Marrakesch, Marokko) war ein österreichischer Unternehmer. Er gründete 1972 die nach ihm benannte Restaurantkette, die von ihm bis zu seinem Tod 1999 auf 19 Restaurants (davon 18 Autobahnraststätten) und ein Hotel mit insgesamt rund 1000 Mitarbeitern ausgebaut wurde.

## Leben
Nach einer Lehre als Koch und Konditor ging Rosenberger nach Kanada, wo er im Hotel- und Gastronomie-Management tätig war und er seine spätere, aus Joggins stammende, Ehefrau Beverly kennenlernte.
1972 kehrte Heinz gemeinsam mit Beverly nach Österreich zurück und sie eröffneten im Dezember die erste Rosenberger Autobahnraststätte in St. Pölten, im August 1976 folgte das erste Motel in Großram. In den Folgejahren wurden weitere Autobahn-Restaurants an verschiedene Standorten in ganz Österreich eröffnet.
Das Ehepaar Heinz und Beverly hat zwei Kinder, welche beide im elterlichen Unternehmen tätig sind – der Rallye-Rennfahrer Kris (Kristopher, * 5. Mai 1969 in Kanada) und Melina.
Rosenberger verstarb am 3. Dezember 1999 in Marokko an den Folgen einer Lungenentzündung, das Geschäft wurde von der Witwe weitergeführt.